# 民主党 (美国)
民主黨（英語：Democratic Party）是美国的一个政黨，與共和黨並列為美國兩大主要政黨。目前是美國最大在野黨，該黨多在东海岸的新英格兰、華盛頓都會區、北部的五大湖和西海岸等州份以及多個主要大城市（如紐約、波士頓、舊金山、洛杉磯、芝加哥、休斯敦等）執政。
1828年第七任美國總統安德鲁·杰克逊創立民主黨，1848年成立民主黨全國委員會，本傑明·富蘭克林·哈利特為首任主席，但它的起源最早可以追溯至托马斯·杰斐逊於1792年創立的民主共和黨。
民主党在建立之初主要代表美国南部和中西部农场主的利益，主張民粹主義的農業主義。民主党在19世纪中期通过法案强制驱逐印第安人，发动美墨战争，获得大量土地以供农耕。在美国内战中则支持奴隶制以维护成型的农业体制。民主党在戰後长期获得南方各州的支持。20世纪初，民主党加入支持维护白人的工人权利，创建了联邦储备系统，并通过了反垄断法，限制大企業的壟斷。自從1930年代起，富兰克林·德拉诺·罗斯福總統推行新政，被稱為美國的自由主義，此後民主黨便強調社會保障體系作為主要政策。
到了1960年代，民權運動和越戰使民主黨內部對於國內政策以及在國外軍事干預的立場上存在嚴重分歧，這種分歧導致之後民主黨失去全國性的支配地位，但民主黨維持對國會兩院的控制權，依靠黨內南方保守派控制國會直至1995年（當中僅於1981—1987年失去參議院控制權）。1993年比尔·克林顿上台，但在1995年起丟失國會兩院控制權，使民主黨轉向第三条道路的溫和中間路線，後繼續左傾。2007年民主黨奪回國會兩院控制權，2009年贝拉克·奥巴马領導民主黨重新上台後，民主黨加強其進步主義路線。2011年和2015年先後丟失眾議院和參議院控制權，2017年成為在野黨。2019年奪回眾議院控制權。2020年乔·拜登領導民主黨贏得总统与国会兩院选举，使得民主党恢复在美國联邦政府的完全执政，並產生美國首位女性副總統賀錦麗，2023年丟失眾議院控制權，2025年成為在野黨以及丟失參議院控制權。
民主黨的政策曾長年偏向於白人、藍領、天主教徒、工人階級和農民的利益，但至2000年代之後有所轉變，主要取得大企業、城市富裕階層、大都會區、女性、LGBT、主流新教徒、猶太裔和少数族裔（非、拉、亞、原住民）等族群的支持，使其對內力求建立平等型的福利國家模式，對外奉行國際主義的外交政策。
美國政治史上總計有16位民主黨總統。截至2024年，民主黨控制東西岸及五大湖地區等大都會地區，並在17個州完全執政。

## 歷史

### 19世紀
民主黨的起源可以追溯至托马斯·杰斐逊和詹姆斯·麦迪逊在1790年代創立的民主共和黨。民主共和黨組成了史稱第一黨系的政治勢力主軸。民主共和黨專門反對由亚历山大·汉密尔顿領導的執政黨—聯邦黨和其政策，當時聯邦黨提倡一個強大的聯邦政府、放寬對於憲法的解釋、以及一個由精英統治的政府。傑佛遜黨人（Jeffersonians）在英國與法國的戰爭中支持法國，並且反對與英國簽訂媾和的傑伊條約，因為擔心那將會助長美國國內的君主主義勢力。民主共和黨將獨立的農夫（自耕農）視為是共和國的中流砥柱，輕視都市、銀行、商業和工廠。傑佛遜和他的朋友麦迪逊於1798年將地方州的州權豎立為該黨的核心理念。民主共和黨在美國南部和中西部擁有最多支持，但在東北部六州則勢力不大。
民主共和黨在1800年的選舉中同時贏得了總統和國會，並且于1811年讓亨利·克莱擔任權勢極大的眾議院議長。聯邦黨在1812年战争結束後失去與民主共和黨抗衡的力量。在1816年後，來自田納西州的戰爭英雄安德鲁·杰克逊開始崛起，並在1828年當選總統，之後民主共和黨便改組為民主黨了。

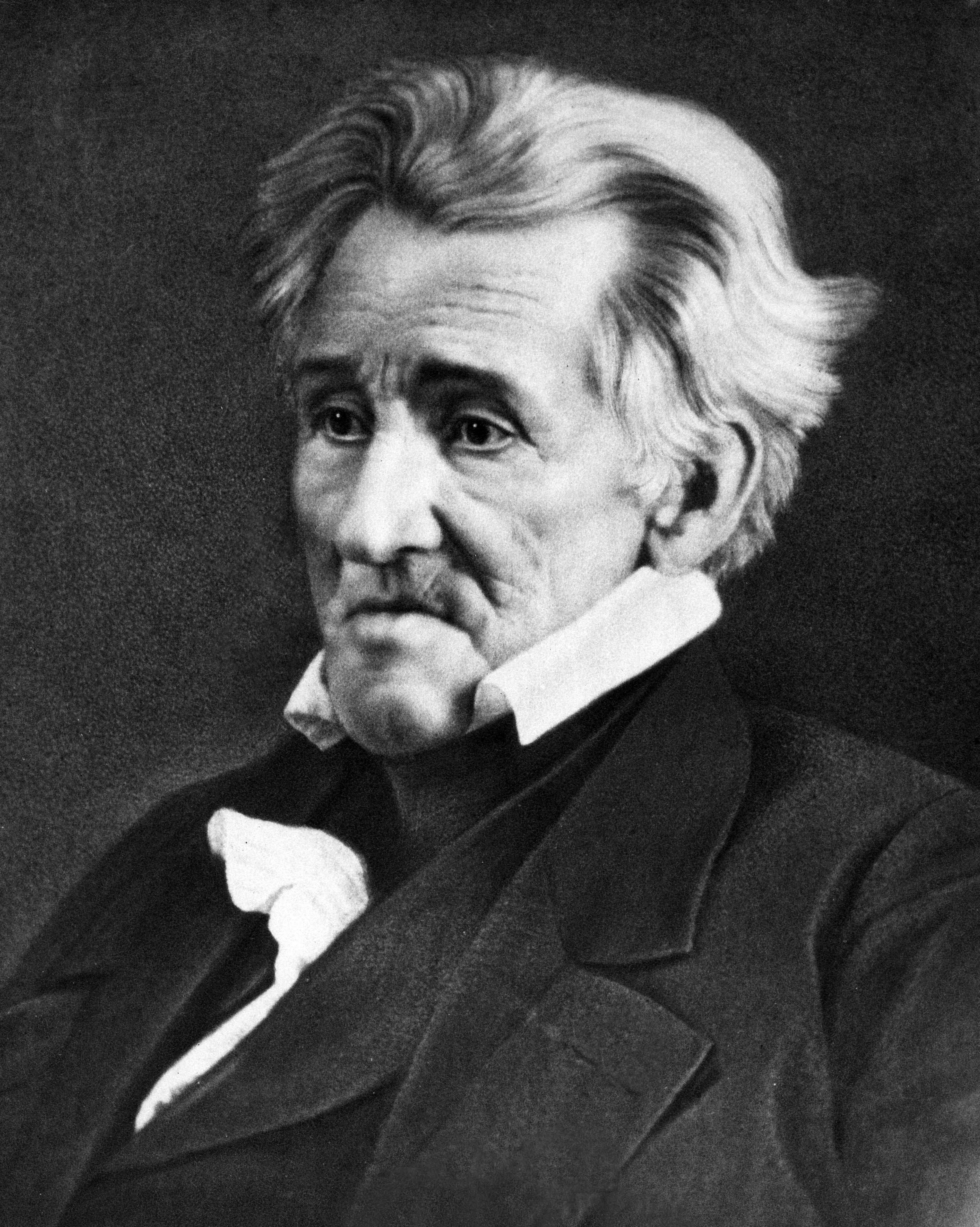
安德鲁·杰克逊是首位民主黨籍總統，亦是美國第一個民粹主義及訴諸直接民主的總統（1829-1837年在任）

史稱的第二党系則是民主黨與他們的主要對手—輝格黨之間的對峙。民主黨根據支持度最高的紐約、宾夕法尼亚州、弗吉尼亚州以及邊境地區建立起了一個全國性的聯盟，但他們在東北部六州的新英格蘭依然勢力不大。如同早年民主共和黨的傑佛遜黨人一般，民主黨強烈反對貴族式的精英統治和銀行，並且將他們的民意基礎訴諸於人民。到了1820年代時，選舉權已經沒有一定規模財產的限制，因此幾乎所有地區的白人男性都能參與投票了。
民主黨是一個複雜的政治聯盟，由來自全國農村的農夫、以及都市地區的勞工團體所支持。民主黨在1830年代的主要議題是建立起一個更強的政黨機制、反對國家和中央銀行以及反對以犧牲納稅人來達成工業發展的現代化政策。與工業垂直的分工不同的是，民主黨強烈擁護新農業土地的擴張。在1830年後，以印第安人迁移法案为由驅逐密西西比河以东的印地安人，並實質掠奪印地安人的土地，並取得大片西部土地便是這種例子之一。因此杰克逊作為民主黨的首位總統和傑克遜派的領導者，其功過至今在民主黨仍備受非議。
马丁·范布伦在1836年取得了總統職位，但1837年的經濟蕭條卻使他在1840年選舉中連任失利。詹姆斯·诺克斯·波尔克在1844年贏得了選舉，在總統任期中他領導了美墨戰爭、降低關稅、建立了國庫的分行、並且將今天的華盛頓州、俄勒冈州、和西南部地區（德克萨斯、内华达、犹他，以及科罗拉多、亚利桑那、新墨西哥和怀俄明等）併入國土，之後他便退休不再連任。在1848的選舉中，一個名為自由土地黨的派系反對奴隸制度的擴張，最後與民主黨決裂。民主黨在1850年通過了一份調解蓄奴州與自由州的法案，但只是延緩了衝突爆發的時間。隨著輝格黨在奴隸和排外主義問題上出現內部分歧，民主黨在1852年輕鬆的選出福兰克林·皮尔斯、以及1856年的詹姆斯·布坎南擔任總統。
民主黨參議院領袖－來自伊利諾州的史蒂芬·A·道格拉斯在1854年時不顧黨內的反對聲浪推行了堪薩斯-內布拉斯加法，成為其後美國南北分裂的肇因之一。當時政治聯盟、政治家、和選民結構都大為改變，新的政治議題和政策也大量浮現，輝格黨亦徹底解散了，這段時期史稱第三黨系。民主黨在繼續發展的同時，許多北部主張廢奴的民主黨人（尤其是1848年以來的自由土壤黨人）加入了新成立的共和黨。在1860年美國總統選舉中，道格拉斯在民主黨的提名大會上沒能取得三分之二的提名票數，從堪薩斯州引發的奴隸制度爭議終究導致民主黨的分裂，道格拉斯和約翰·C·布雷肯里奇分別代表北方及南方的民主黨候選人同時競逐總統寶座。
在南北战争中，南方的聯盟國不允許政黨政治的出現，但黨派紛爭在北方仍然相當常見。戰爭爆發後，道格拉斯曾試圖重整北方民主黨人支持聯邦，但他在1861年6月去世，而民主黨內部對戰爭的意見分歧，使林肯得以主導戰爭，不過1862年國會選舉中民主黨依然維持一定表現。到了1864年總統選舉時民主黨所提名的主戰派總統候選人喬治·麥克萊倫與主和派副總統候選人喬治·彭德爾頓不合，結果大多數主戰派民主黨人都投給林肯。1865年內戰結束後不久，林肯遇刺身亡，其副總統安德魯·約翰遜繼任總統，雖然約翰遜是民主黨人，但其政府和國會完全由共和黨控制和支配。在1866年的國會選舉中，共和黨在國會中拿下了三分之二的多數派地位，徹底掌握了國家政策。林肯的接班人尤里西斯·格兰特將軍帶領共和黨在1868年和1872年的選戰中相繼獲得大勝。
美國在1873年爆發的經濟蕭條，使得民主黨得以在1874年的選戰中奪回國會眾議院裡的多數派地位。內戰後南方白人對於重建時期的不滿和對於共和黨的怨恨情緒也讓民主黨得益。當重建時期結束後，南方各州的非裔美國人再次於1890年代被剝奪公民權，南方也在接下來的近一個世紀裡成為民主黨的大票倉。在南方原聯盟國的州經常只有民主黨一黨稱霸，在民主黨的提名大會上贏得勝利也經常等同於選舉的勝利。

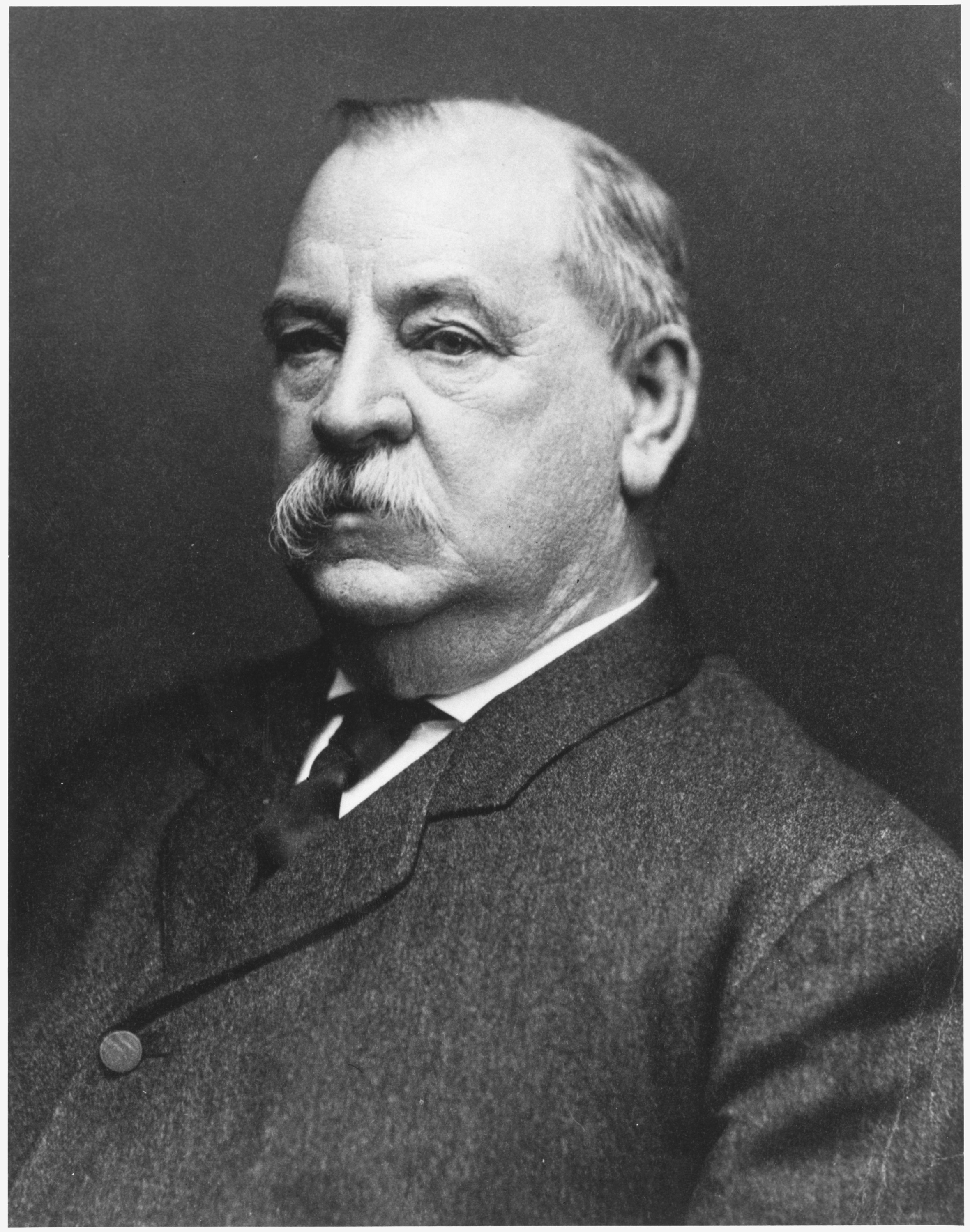
格罗弗·克利夫兰是1860年至1912年間唯一的民主黨總統（1885-1889年、1893-1897年在任）

全國性的選舉在1880年代時仍保持均衡態勢。雖然共和黨在1885年之前都牢牢控制白宮，民主黨依然維持相當的競爭性。當時民主黨由格罗弗·克利夫兰等人所率領、擁護商業階層的派系所主導，他們在南方有著穩固的支持度、並且在美國中西部的農村地區也有極大影響力，同時也受到大都市裡德裔和愛爾蘭裔美國人的支持。他們在那段期間裡也控制了眾議院。在1884年的總統選舉中，民主黨改革派的紐約州長格罗弗·克利夫兰贏得了總統選舉。他在1888年的連任選戰中失利，但在1892年再度當選。克利夫兰是民主黨保守派，代表商人、銀行、以及鐵路公司的利益，反對帝國主義和海外的擴張，他也擁護金本位制度，並且反對貪污、高稅賦和關稅。民主黨保守派在1896年被威廉·詹宁斯·布莱恩所擊敗。

### 20世紀

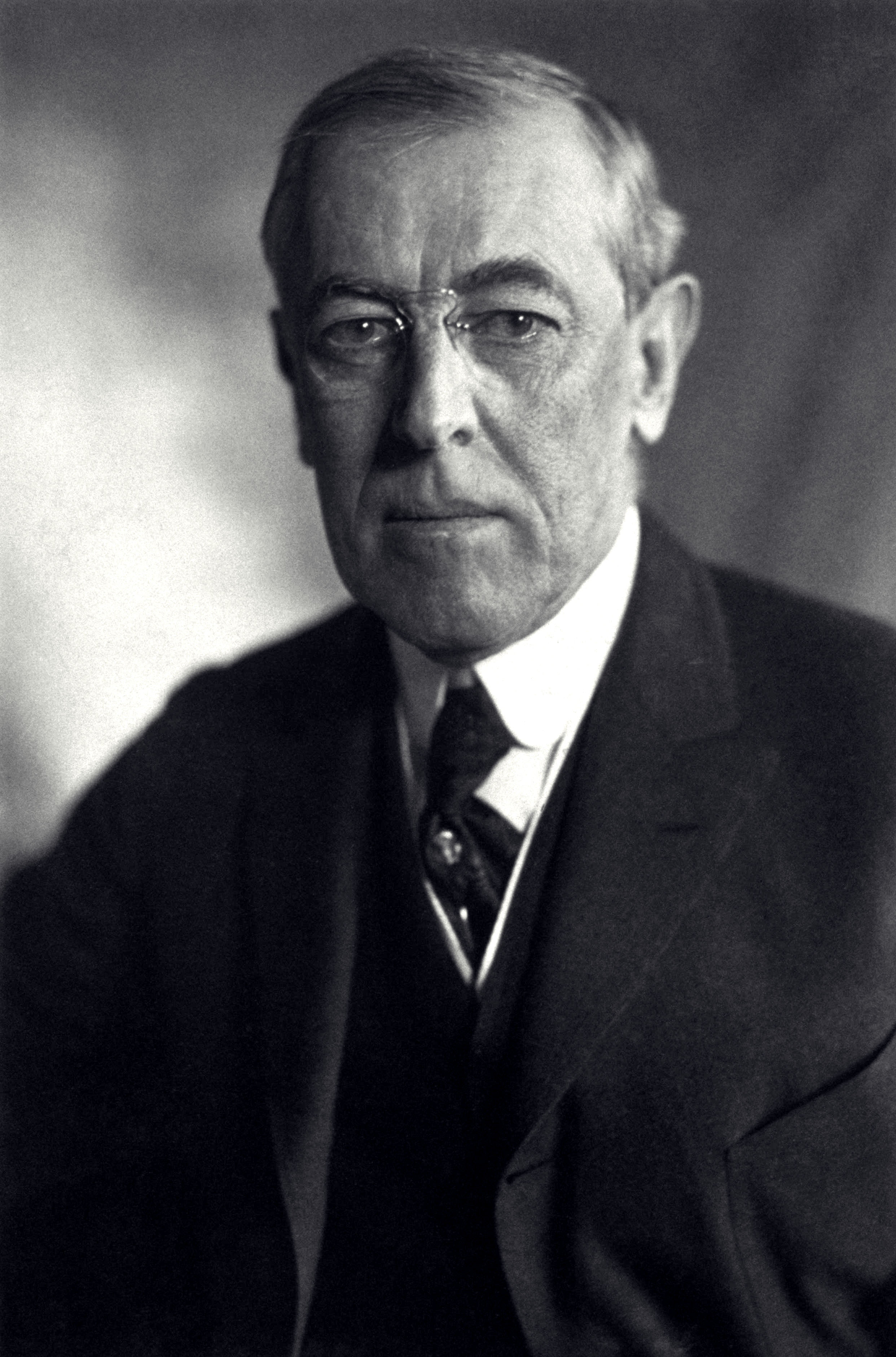
伍德罗·威尔逊是1897年至1932年間唯一的民主黨總統（1913-1921年在任）

1896年總統的選舉中政治生態大為改變，開始了史稱的第四黨系。以農業為主的民主黨人要求開放銀幣自由鑄造，淘汰了格罗弗·克利夫兰，並提名威廉·詹宁斯·布莱恩參選總統。布莱恩在提名大會上誓言推行金銀雙本位的貨幣制度，宣稱要對抗東部的貨幣利益集團。但他仍在選舉中慘敗給共和黨的威廉·麦金莱。
共和黨在接下來的36年裡控制了28年的總統任期，支配了絕大多數的東北部和中西部地區、以及一半的西部地區。布莱恩在南部和大平原地區擁有穩固支持度，在1900年再次獲得總統選舉的提名，但又一次的輸給了麦金莱、在1908年又輸給威廉·霍华德·塔夫脱。民主黨保守派奥尔顿·帕克在1904年贏得了提名大會，但仍輸給了共和黨的西奥多·罗斯福。到了1908年布莱恩已經放棄了銀幣自由鑄造和反帝國主義的主張，改支持當時主流的進步主義政策，尤其是「反托拉斯法」以及反商業壟斷的法案。
趁著共和黨內部的分裂，民主黨在1910年控制了國會，並且在1912年和1916年提名改革派的知識份子伍德罗·威尔逊當選總統。威爾遜成功的使國會通過一系列進步主義法案，包括了將反托拉斯法系統化的克萊頓反托拉斯法，對個人的所得稅、對農民的新政策、以及對鐵路工人的8小時工時規定。其中最重要的是創建了联邦储备系统，建立了一個全國性的中央銀行。他並且透過最高法院將童工非法化。頒布禁酒令的美國憲法第十八修正案，以及確立婦女投票權的美國憲法第十九修正案都是在他任內通過，不過兩個修正案也是兩黨斡旋下的結果（共和黨在國會佔多數）。威爾遜終結了關稅、貨幣、和反托拉斯等長期以來的爭議，這些政策支配了之後的40多年。
威爾遜領導美國贏得了第一次世界大战，並且簽訂了包括成立國際聯盟在內的凡尔赛条约。但在1919年威爾遜的政治運勢和健康都開始急劇衰退，政治局面也開始逆轉，共和黨重新控制國會兩院，參議院拒絕加入凡爾賽條約以及國際聯盟，同時全國性的罷工潮和暴力活動也產生了不小的動亂。民主黨內部也因為禁酒令而分裂為南北對峙。最後黨內的分歧使得共和黨在1920年、1924年、和1928年的總統選舉中都獲得了壓倒性勝利。不過，在此時期艾·史密斯替民主黨在東北部的大都市區域鞏固了天主教的票源支持。

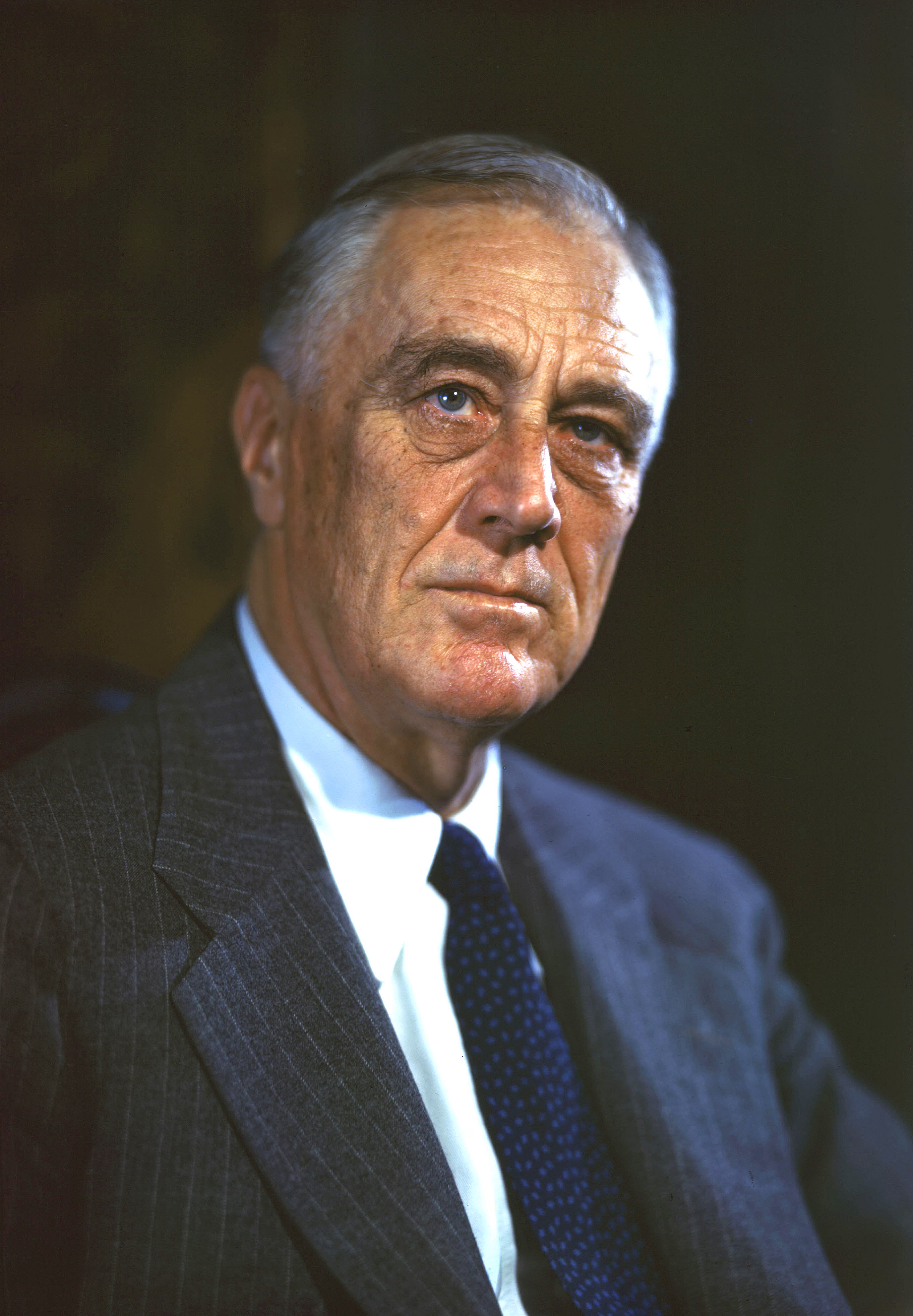
富兰克林·德拉诺·罗斯福是美國歷史上唯一一位連任四屆的總統（1933-1945年在任）

大萧条使得富兰克林·德拉诺·罗斯福在1932年的選戰中獲得壓倒性的勝利。羅斯福在選戰中提出了一套模糊的政見，承諾將廢除禁酒令，並大肆批評赫伯特·胡佛的執政失敗。羅斯福在就任不到一百天內便發起了一連串龐大的政府計畫：新政。這些計畫注重於平緩、恢復並改革美國的經濟，亦即解除失業現象和農業的蕭條、將經濟的發展恢復到大恐慌前的水平、並且對體制進行改革以避免日後蕭條重現。
1932年的選舉使民主黨在兩院以及各州州長都取得了多數，1934年的選舉更進一步鞏固了多數派地位。1933年的一連串計畫被歷史學家稱為「第一波新政」，第一波新政基本上代表了當時大眾的普遍輿論；羅斯福試著將新政繼續深入推展至商業和勞工、農民和消費者、都市以及農村。然而，到了1934年，羅斯福的政策越來越具爭議性。羅斯福試著將民主黨的支持根基從商業界轉往農民和勞工。新政在根本上是一連串因應經濟艱困時期而產生的政府管制和制度。也是在這個時期，兩個古老的名詞在美國被徹底改變了涵義，「自由派」和「自由主義」開始代表支持新政的立場，而這兩詞的古典涵義則被貼上了「保守派」和「保守主義」的標籤。民主黨內的保守派被新政所激怒，在艾·史密斯的領導下他們於1934年組成了美國自由聯盟試圖反擊，但為時已晚。
在1934年控制國會絕對多數後，羅斯福繼續展開了被稱為「第二波新政」的立法計畫。這波新政大幅增強了工會的影響力、將社會福利國有化並大幅擴張、對商業進行更多管制（尤其是交通和通信業）、並且提升對商業利潤的課稅。他以這些政策替民主黨建立了一個新的、由不同群體組成的選民結構，稱為「新政聯盟」，包括了工會、少數族群（最值得注意的是天主教徒、猶太人、以及首次納入黑人）。除了1952年和1956年兩次選舉外，新政聯盟稱霸了美國政界長達數十年，直到1968年為止。
在1936年選舉的壓倒性勝利後，羅斯福宣布將擴張最高法院，這卻與他的新政計畫產生了衝突。一次激烈的衝突在民主黨內爆發，羅斯福的副總統约翰·南斯·加纳起頭反對他。最後國會裡的共和黨和保守派民主黨人組成同盟，一起封殺了羅斯福接下來任內幾乎所有的立法提案。由於受到黨內保守派的威脅，羅斯福試圖展開清黨，但最後仍未成功。
從這段時期開始，新政使「自由主義」一詞在美國的定義轉變。自由派代表支持增加社會福利、工會、以及對商業的管制。而那些新政的反對者，即那些重視長期經濟影響、支持企業精神和低稅賦、小政府的人成為保守派。

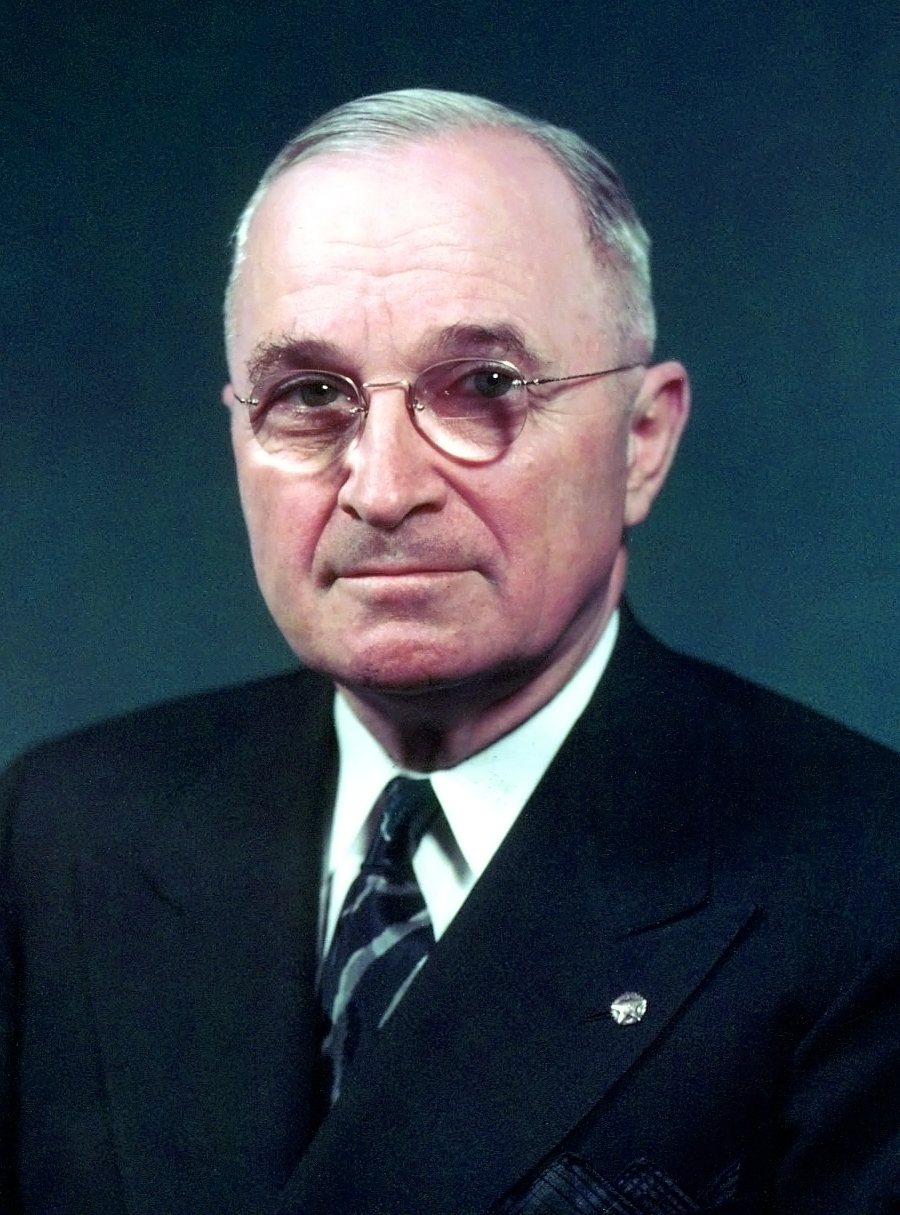
第33任總統哈利·S·杜鲁门（1945-1953年在任）

羅斯福在1945年4月12日任內去世，哈利·S·杜鲁门接任總統。民主黨內部的衝突開始浮現。前副總統亨利·A·华莱士譴責杜魯門是個戰爭販子，批評他推行的杜魯門主義、马歇尔计划、和北约。然而，华莱士的支持者以及黨內的左翼最後遭到驅逐，而代表工會的產業工會聯合會也在1946－1948年間被青壯派反共份子如休伯特·汉弗莱等人排擠。而共和黨也大力批評杜魯門的政策，並在1946年的選舉中重新奪回國會，扭轉自1932年以來的少數派地位。
許多民主黨領導人也都準備要顛覆杜魯門，但他們卻沒有替代的接班人選。杜魯門也做出反擊，他大膽的在7月時召集由共和黨控制的國會，送出一堆他預期會對共和黨議員造成大麻煩的法案審查。最後果不其然，共和黨國會陷入僵局且毫無進展，杜魯門趁機在全國批評他們「毫無用處」。接著1948年的總統選舉出現了大逆轉的結果，杜魯門擊敗托马斯·杜威而得以連任，同時民主黨也重新奪回了國會。不過，杜魯門的許多政策，例如全民保健制度，仍然遭到國會保守派的封殺。
1952年，德怀特·艾森豪威尔將軍擊敗了伊利諾州州長阿德萊·史蒂文森，替共和黨重新奪回了白宮。四年之後，艾森豪再次擊敗史蒂文森。在國會裡，民主黨雖然掌握多數，但在政策上被這位戰爭英雄的陰影所籠罩，經常必須向艾森豪妥協。1958年，由於勞工的組織得當，民主黨在國會選舉裡得到出人意料的表現。

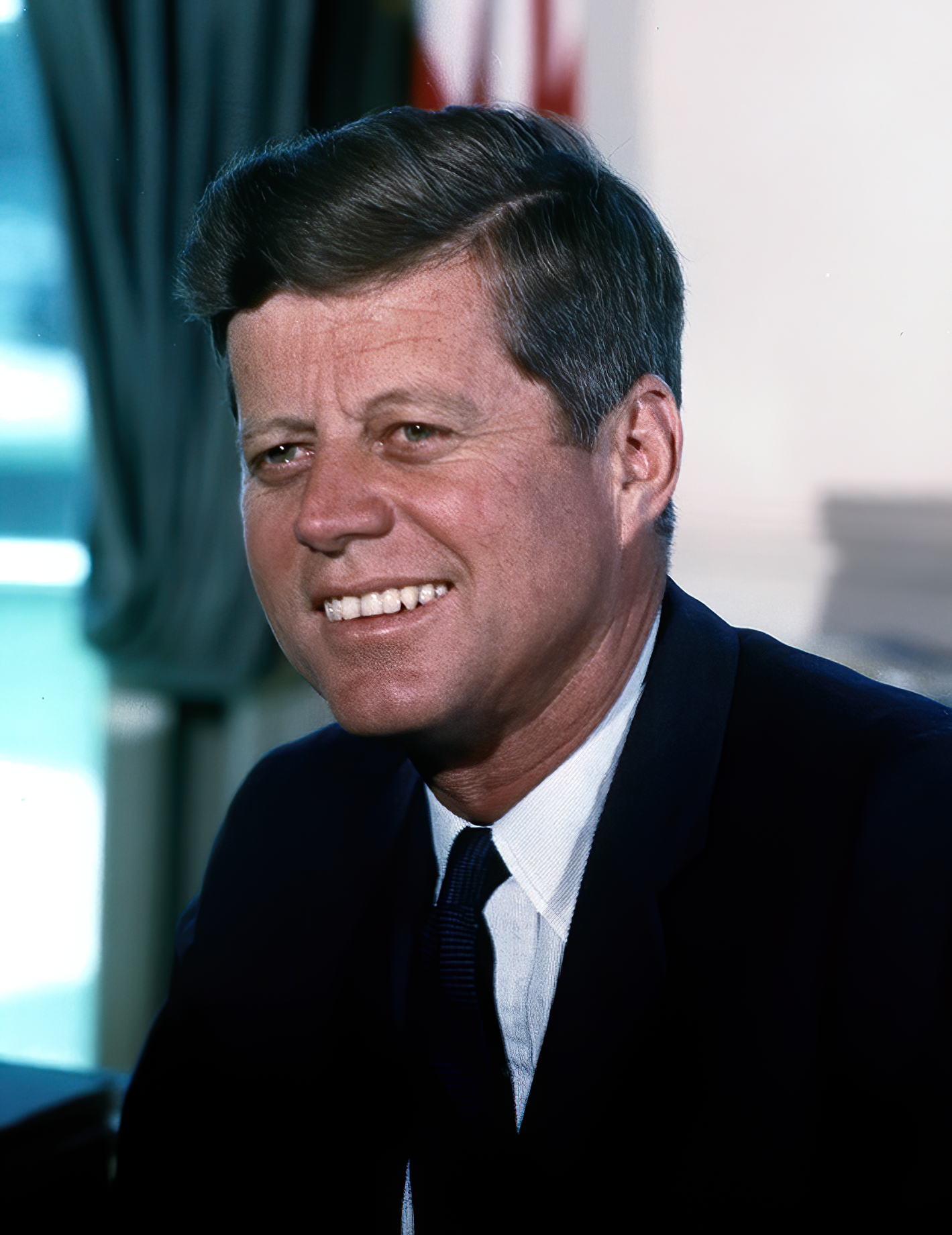
第35任總統约翰·肯尼迪（1961-1963年在任）

參議員约翰·肯尼迪在1960年美國總統選舉，以極微弱差距擊敗副總統理查德·尼克松。雖然肯尼迪僅執政了一千天左右，他在任內仍於古巴發起猪湾入侵，並試圖阻止柏林圍牆的建造，同時也派遣了16,000名士兵前往南越，擔任越南共和國軍的軍事顧問，並組成美國軍事援助越南司令部。他也升溫了美蘇之間的太空競賽，讓美國人在1969年登上月球。在古巴导弹危机後他試圖緩和兩國的緊繃關係。肯尼迪同時也推展民權和種族融合。肯尼迪在1963年11月22日於達拉斯遇刺身亡。副總統林登·约翰逊繼任為第36任美國總統。莊遜也是新政的堅定支持者，他擊垮了國會的民主黨保守派，並且通過了一連串重要的進步主義的法案，被稱為「偉大社會」法案。莊遜也成功的通過了主要的1964年民權法案，開始了美國南部的種族融合。但同時，莊遜也升級了越戰，使得民主黨內部對此開始產生衝突，並且最後在1968年美國總統選舉裡失利。

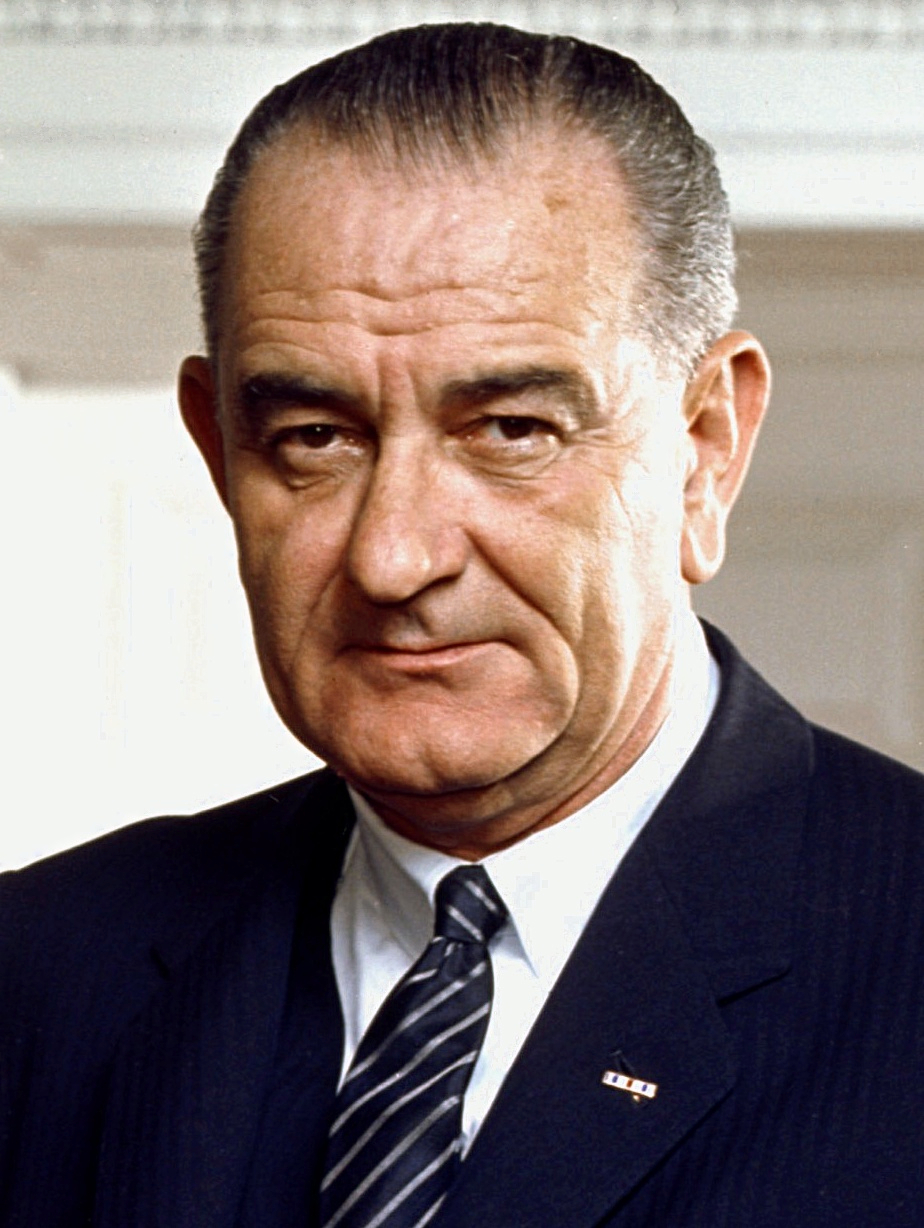
第36任總統林登·约翰逊（1963-1969年在任）

自從內戰以來一直堅定支持共和黨的非裔美国人在1930年代開始逐漸轉向支持民主黨，主要是因為民主黨推行的新政中的濟貧措施、福利政策、以及第一夫人埃莉诺·罗斯福對於民權的支持。在許多大都市，例如芝加哥，經常有一整個原本隸屬共和黨的黨部瞬間轉變為民主黨。不過在1960年代後期，新政聯盟開始瓦解，由於越來越多民主黨領導人表態支持民權運動，使得民主黨在南方傳統保守白人票源以及在北方都市天主教徒支持度開始崩解。在杜魯門於1948年民主黨全國代表大會上表態支持民權以及廢除種族隔離法條後，許多南方民主黨人便改投票支持決定獨立參選的迪克斯民主黨的南卡羅來納州州長斯特罗姆·瑟蒙德。
民主黨對於民權議題的支持，在林登·约翰逊總統於1964年正式簽訂民權法案時達到高潮，他對此發表演講道：「我們（民主黨人）已經失去南方長達一個世代了。」同時，共和黨在前副總統理查·尼克森的領導下則開始實行他們的南方戰略（Southern Strategy），以抵抗聯邦政府侵蝕地方州權利為目標，同時訴諸於南方白人的支持，並從民主黨長期控制的南方擴展勢力。1964年美國總統選舉，民主黨雖然在全國大勝，但首次失去五個深蓝州分，這五個州分過去是民主黨的鐵票。
1968年，對於民主黨乃至整個美國都是艱困的一年。越共在一月發起的新年攻勢雖然在戰術上失敗了，但卻帶給美國輿論極大的打擊。參議員尤金·麥卡錫以反戰為訴求在大學校園獲得支持，並贏得新罕布夏州的提名預選。出乎人意料之外的是原有意尋求連任的林登·约翰逊總統在3月31日放棄參選，接著前總統甘迺迪的弟弟羅伯·甘迺迪宣佈參選。就在他於預選中一路進展順遂時，卻於洛杉磯突然遇刺身亡。當時民主黨代表大會會場外便是激烈的學生反戰示威，在芝加哥警察的隔離及鎮壓下，大會最後提名了副總統休伯特·汉弗莱參選，來自明尼蘇達州的汉弗莱是一個堅定的新政支持者。同時阿拉巴馬州的民主黨州長喬治·華萊士決定獨立參選，最後選戰成為三邊的競賽。共和黨的理查德·尼克松最後以些微差距獲勝，但民主黨仍然繼續掌控國會兩院。
1968年美國總統選舉標誌了南方在政治立場上的轉捩點，除了德州外的每個南方州都選擇投給共和黨的尼克森或脫黨的華萊士。從此民主黨的選票基礎開始轉往東西岸都會區，與該黨的傳統歷史產生戲劇性的顛倒。此後有80-90%的黑人堅定支持民主黨候選人。

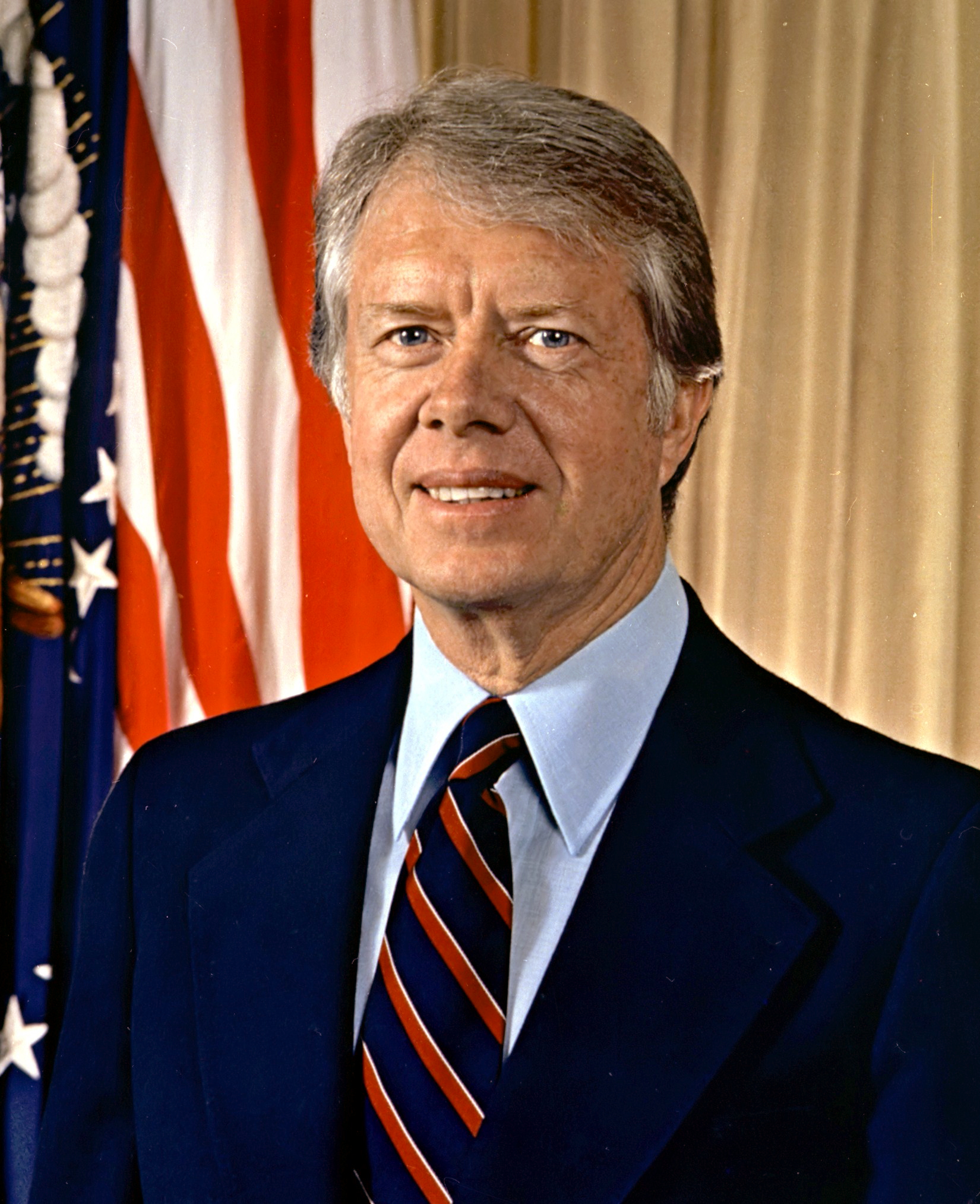
第39任總統吉米·卡特（1977-1981年在任）

1972年美國總統選舉，民主黨提名了南達科他州參議員喬治·麥高文參選，麥高文以他鮮明的反戰立場為號召，主張立即從越南撤軍，並保障所有美國人的最低收入。麥高文試圖對抗尼克森的政策，但卻被他搭檔競選的夥伴湯瑪斯·伊格頓所拖累，在證實了伊格頓患有憂鬱症且還曾接受電痙攣療法後，民主黨緊急替換候選人，但已經毀損了麥高文的公共形象。最後大選便成尼克森的壓倒性勝利，麥高文僅贏得了马萨诸塞州。不過，民主黨依然在國會和大多數州議院保持多數派地位。
其後的水门事件醜聞很快便摧毀了尼克森的總統任期，使民主黨有了極大希望。在杰拉尔德·福特副總統於1974年8月9日繼任後不久便無條件赦免了尼克森，使民主黨得以對此大作文章，猛烈批評共和黨的「腐敗」，使他們在接下來幾年的選舉裡大為得益。福特政府上場後第一次期中選舉，民主黨就贏得了壓倒性的參眾兩院三分之二多數，使褔特被迫盡用否決權。
1976年美國總統選舉，前喬治亞州州長吉米·卡特以黑馬之姿出乎意料的微弱優勢當選，他只以297票對240票贏得選舉人票，在普選票只以2個百分比領先，卡特成为最后一个赢得了所有南部州的民主党人。
卡特的一些政策包括了國家能源政策的確立、以及鞏固政府機構，創建了兩個新的政府部門—能源部和教育部。卡特試著對運輸、航空、鐵路、金融、通信、以及石油等產業解除管制，因此拋棄了長期以來新政對於經濟的管制政策。他鞏固了社會福利制度，並且指派了破紀錄數量的婦女和少數族群人士擔任重要的政府部門及法官職位，他也頒布了許多環境保護法案。在外交事務上，卡特的成就包括了調解贖罪日戰爭的大衛營和約、巴拿马运河条约、以及與中华人民共和国建立正式外交關係的同時通過臺灣關係法，同時與蘇聯進行战略武器限制谈判。除此之外，卡特任內也相當強調人权，並以此作為外交政策的主軸，卡特的人權外交包括向那些反人權和實行獨裁統治的反共國家施壓，迫使那些國家釋放部分政治犯。
儘管這些努力，卡特最後在全國健保計畫或稅賦制度改革上都失敗，而這些卻都是他競選時所承諾的。同時國內通貨膨脹也急遽攀升。在國外，超過一年的伊朗人质危机（1979年11月4日－1981年1月20日）使得52名美國人成為人質被拘禁了444天，卡特的外交和軍事手段救援也都失敗了。蘇聯在1979年入侵阿富汗也使美國大眾越感卡特的無能和脆弱，即使卡特以杯葛莫斯科奧運。在1980年美國總統選舉中，卡特得以通過民主黨的提名大會競選連任，但最後在11月被共和黨的罗纳德·里根壓倒性擊敗，雷根囊括了44個州的壓倒性勝利，卡特僅贏得6州。同時民主黨也失去了12個參議院議席，這也是自從1954年以來共和黨首次奪回參議院控制權。不過，眾議院仍以民主黨為絕對多數。
促成雷根當選的原因，還包括了當時許多民主黨人也開始支持保守派的政策。這批被稱為「雷根民主黨人」（Reagan Democrats）的選民在雷根任內前後仍是民主黨員，他們大多數是白人工人階級和農民，原是民主黨的基本盤，被雷根的社會保守主義和他的強硬派外交政策所吸引。到了1984年的选举中，民主黨推派的候選人—前副總統沃尔特·蒙代尔仍是新政的堅定支持者，最後雷根總統囊括了49個州的壓倒性勝利（蒙代尔僅贏得其家鄉州份）。而在1988年的选举中，來自马萨诸塞州的州長麥可·杜卡基思則拋棄了新政的色彩，改以公共行政專家的形象參選，但因其堅持自由派立場（包括支持廢除死刑的主張，在當時高罪案率的美國根本不受歡迎，此後的民主黨總統候選人均支持死刑）仍遭到副總統乔治·赫伯特·沃克·布什以壓倒性勝利擊敗。
民主黨在國會依然保持多數派，儘管共和黨曾在1981－1987年間控制參議院。民主黨經常在許多議題上與雷根產生衝突，他們反對雷根資助尼加拉瓜的反政府游擊隊康特拉推翻反美親蘇的丹尼爾·奧爾特加左派社會主義政府。不少保守派民主黨人在國會支持雷根對於個人所得稅率的大幅減稅，他們亦支持雷根對軍事預算的增加，但卻反對雷根大幅裁撤扣減社會福利計畫。民主黨控制的國會通過了大多數雷根政府提議的減稅與增加國防預算案，但卻拒絕了其他的減少預算提案。正是和民主黨控制的國會妥協，結果導致雷根任內聯邦的預算赤字和國債飛漲到前所未見的紀錄。老布希成為總統後，正因為與民主黨控制的國會妥協被迫同意加稅，而違反他的競選承諾。
為了挽回連續三次總統選舉的壓倒性失敗（1980、1984、1988），一些保守派民主黨人開始試著將民主黨轉向中間溫和派的立場。在保留了原自由派支持者的同時，也吸引了一些在各種議題上抱持溫和或保守觀點的選民支持，從這時開始民主黨開始混雜較多元的政治觀點了。

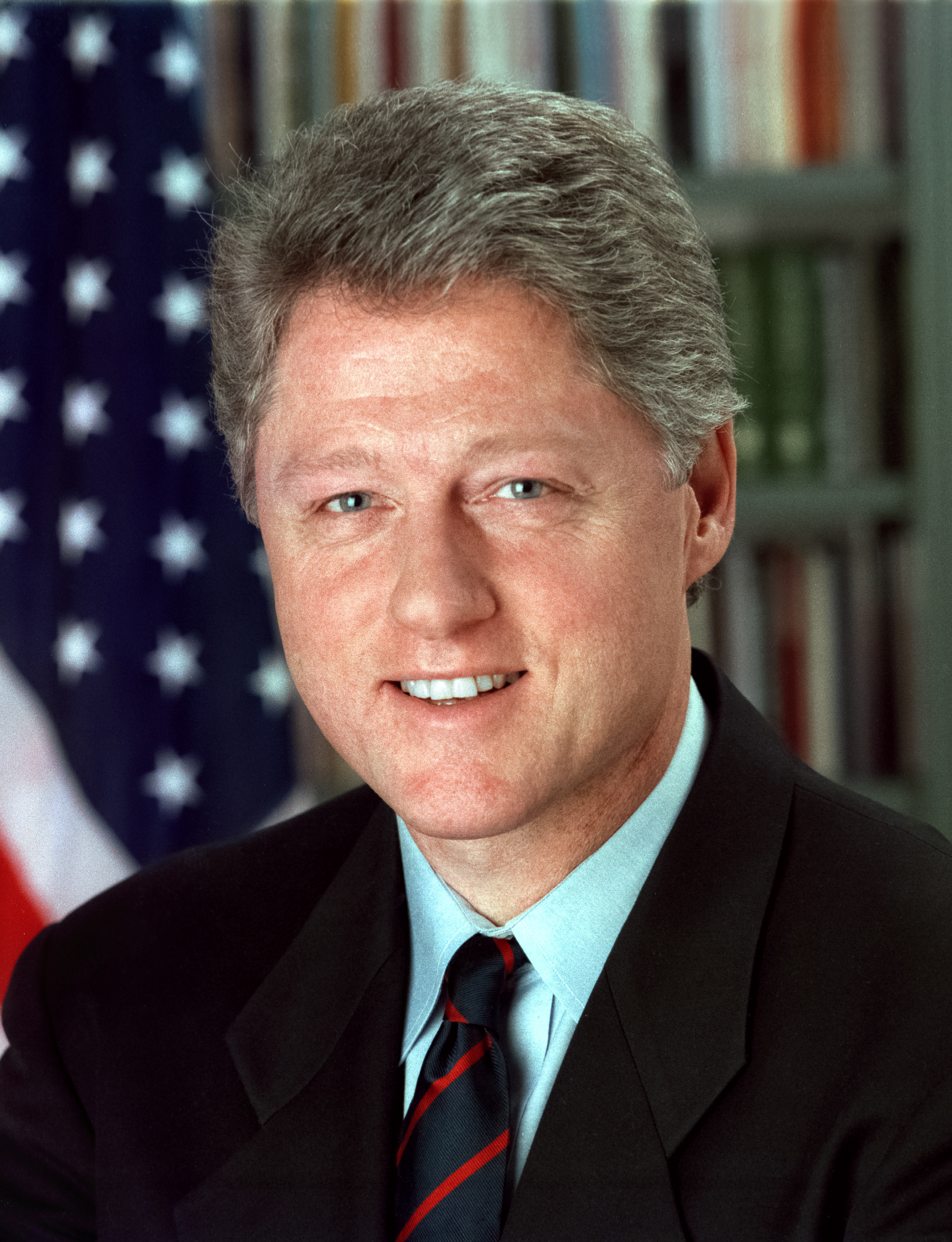
第42任總統比尔·克林顿，任內將民主黨的意識形態轉向了中間派立場（1993-2001年在任）

共和黨執政經過了整整12年後，民主黨阿肯色州州長比尔·克林顿在1992年成功當選總統。克林頓和卡特一樣，都是來自南方的州份，使他也能成功贏得幾個南方州份。克林顿開始了自從甘迺迪以來第一次的試圖平衡聯邦預算，並且繼續維持當時繁榮成長中的美國經濟。在1994年，美國經濟達到了失業率和通貨膨脹率25年來最低的紀錄。克林頓上任後，推動允許同性戀參軍的“不問，不說”政策，並且簽下了槍械管制的布萊迪法案（Brady Bill），規定手槍販賣必須一律等候五天，被保守派的批評；他也立法禁止了許多形式的半自動射擊槍械的買賣（到2004年終止）。他的《家庭與醫療假期法案》（Family and Medical Leave Act）則涵蓋了四千萬的美國人口，提供勞工12週的停薪留職假期以照顧小孩或病患。他協助恢復了海地的民主制度，並且積極斡旋以色列和巴勒斯坦的衝突，主導奧斯陸協議同時達成了北爱尔兰史上第一次停火，另外也促成《達頓協議》的簽訂，終結了在南斯拉夫將近四年的戰爭和屠殺。柯林頓在1996年再次當選連任，成為繼富兰克林·德拉诺·罗斯福以來首次成功連任兩屆的民主黨總統。
然而，民主黨在1994年期中選舉受到共和黨革命的衝擊下，民主黨失去了自1930年代新政以來在國會兩院大致保有長達40年的多數派地位，使國會兩院均由共和黨控制。柯林頓否決了兩次共和黨控制的國會提出的福利制度改革案（主要涉及削減社會福利支出），但在1996年接受了第三次的提案。而改革司法體制的《私人證券訴訟改革法》（Private Securities Litigation Reform Act）則在他行使否決權下也通過了。而自1960年代以來便逐漸失去影響力的工會，則發現他們自身對於民主黨內部的影響力也逐漸衰退；儘管工會的強烈反對，柯林頓依然在1993年與加拿大和墨西哥簽訂了《北美自由贸易协议》，1994年1月1日生效。
當民主黨逐漸轉向中間，一些溫和派或保守派的民主黨人開始突顯而出，並且也在黨內取得一定的領導地位和影響力。一些自由派和進步派則感覺他們被民主黨孤立了，並認為民主黨不再關心一般人民與左翼的議題了。然而，柯林頓自身的性醜聞也在一定程度上影響民主黨的聲譽，白水門事件及萊文斯基醜聞等政治醜聞使共和黨對柯林頓窮追猛打，使克林頓成為自1868年的約翰遜總統以來第二位被彈劾的總統，但最終在參議院被否決。

### 21世紀
2000年美国总统选举，民主黨提名了副總統阿尔·戈尔作為候選人。高爾與他的共和黨對手—德克薩斯州州長乔治·沃克·布什在許多議題上都有不同政見，但兩人很早便取得提名，但戈尔與柯林頓的緊密關係招致批評，加上其偏向保守，並提名了黨內保守派的喬·李伯曼作為副總統候選人，包括了綠黨候選人拉尔夫·纳德在內，宣稱戈尔與布希並沒有差別。戈尔在普選中獲得的選票比布希多五十多萬票，但在選舉人團票少於布希，其中在佛羅里達州的普選票僅以537票落敗，使布希得以全取該州25張選舉人票，為此戈尔尋求在該州重新計票，但在經過一個多月的訴訟及最高法院的判決，最終在選舉人團仍以266比271票落敗。納德在佛州取得九萬七千票，使後來許多民主黨人批評是纳德的搶票效應造成戈尔的落敗。儘管戈尔失敗，但民主黨仍在參議院中奪回了5個席次，使得原本與共和黨的45－55的差距拉至50－50的平手狀態（副總統保有一票否決權），2001年一名自由派共和黨參議員退黨，加入民主黨黨團，民主黨重新控制參議院。然而並沒有維持太久，共和黨便在2002年和2004年的選舉中均取得參議院多數派的地位，其中2004年民主黨一度只剩下44席，創下1920年代以來的最低紀錄。
在九一一袭击事件之後，美國的政治焦點開始轉向國防安全的議題。除了1個議員投反對票外，其他所有民主黨和共和黨議員都選擇授權發動2001年入侵阿富汗。參議院和眾議院的民主黨領導人皆支持《美国爱国者法案》的簽署以及2003年入侵伊拉克。2003年民主黨在為了是否入侵伊拉克的議題上產生分歧，即使多數民主黨人投票支持伊拉克戰爭，一些民主黨人逐漸表示他們對於反恐戰爭的進展和正當性的擔憂，也批評一些由美國愛國法所衍生的國內法案侵蝕了民權和公民自由。
由於安然丑闻案和其他公司的金融詐騙醜聞影響，國會的民主黨人推展一項改革監督商業會計事務的法案，希望以此避免進一步的詐騙產生。這使得兩黨在2002年聯手通過了萨班斯-奥克斯利法案。民主黨也支持一些經濟復甦的政策。
2004年美國總統選舉的準備工作早在2002年底便已開始進行，前副總統戈尔宣布他將不會再尋求提名。霍華德·迪安以反戰的姿態參加了民主黨的初選。马萨诸塞州的參議員约翰·克里也參選，因為他被認為比迪安還要有資格參選。
由於許多美國產業的外判，美國勞工失業率逐漸增長，一些民主黨人如霍華德·迪安開始改變他們對自由貿易的立場。2004年，小布希政府遲遲無法在伊拉克找到大规模杀伤性武器的證據、美軍的死傷增加、加上反恐戰爭的前景不明，都成為選舉的熱門議題。同時在那一年裡，民主黨強調對失業率的緩和、解決伊拉克危機、並且更有效的對抗恐怖主義。
在選舉中，克里在普選票和選舉人團上都輸掉了，在普選方面輸了足足三百萬票。共和黨在參議院也增加了三席、眾議院增加四席。這也是自從1952年來第一次，民主黨參議員競選總統失敗。民主黨在路易斯安那州、新罕布夏州、和蒙大拿州贏得州長選舉，但卻輸掉了密蘇里州、以及民主黨長期的南方重鎮喬治亞州。多個南方州全面由共和黨控制，包括州長和州議會。
在選舉後許多分析家認為克里的競選策略相當差勁，包括快艇老兵尋求真相事件、同性婚姻議題等處置失當，以及克里對於伊拉克戰爭的矛盾態度，都是造成他失敗的原因，其他原因還包括了當時穩定的就業市場、股票市場以及繁榮的經濟環境等。
在2004年敗選之後，許多民主黨人開始思考改變政黨的走向，許多不同的策略也被提出。為了在2008年選舉奪回總統大位和兩院席次，一些保守派民主黨人建議應該將政黨朝向更中間和右傾的路線，而自由派則主張讓政黨定位更為左傾成為更堅定的反對黨。
這些爭論也反映在2005年民主黨全國委員會的主席選舉上，霍華德·迪安最後勝出，迪安主張分散民主黨的中央體制，並支持地方州的黨部組織，即使是共和黨控制的州份亦然。
2005年，民主黨在參議院挑選了哈利·里德作為領導人。里德試圖凝聚民主黨在一些議題上的立場，他也阻止了共和黨對於福利制度的民營化。2005年，民主黨保住了他們在維吉尼亞州和新澤西州的州長。然而，民主黨卻繼續在一向屬民主黨重鎮的纽约市長選舉中落敗，不少民主黨選民繼續支持自由派共和黨市長米高·彭博，彭博原長期是民主黨人，2001年以共和黨人身份參選市長。
共和黨的阿布拉莫夫有關的遊說案醜聞爆發後，民主黨把握機會以此作為2006年的競選議題大肆炒作。小布希總統在颶風卡特里娜中的救災進度遲緩也成為議題之一。公眾對伊拉克戰爭的看法對共和黨也有負面影響，同時許多民主黨的保守派也認為小布希使政府開支超出了控制，這都使小布希總統認可度持續下降。
民主黨在2006年美國期中選舉中奪回眾議院和參議院的控制權，亦是12年來民主黨第一次於眾議院贏得多數派地位。民主黨的勝利主要是因為中間選民改投給民主黨的保守派候選人。民主黨在州長選舉上也有所進展，在各州議會的議席也有所增加。不單使得民主黨的南希·佩洛西成為第一名女性的美國眾議院議長，民主黨還利用人數的優勢使得自伊拉克撤軍的提案在眾議院闖關成功。
進入21世紀後，民主黨支持度最高的地帶已轉變為在東北部、太平洋海岸的加利福尼亞州、奧勒岡州、華盛頓州等州份。民主黨在主要的大城市及工業重鎮也有較高支持度，包括了纽约、洛杉矶、芝加哥、費城、波士顿、底特律、旧金山、達拉斯、以及首都华盛顿特区，自此大部分民主黨支持者為大城市的知識精英、社科學者及富人階層。截至1990年代，民主黨在美國南方尚存優勢－亦即過去參與聯盟國脫離的州份，這些南方州份有不少白人藍領工人階級及農民原是民主黨的鐵票，但自2000年代轉而成為共和黨的優勢。
希拉里·克林顿在2006年連任參議員後，很早便被視為是2008年美国总统选举可能的民主黨總統候選人，她于2007年1月20日宣布参选。其他參選的人還包括特拉华州參議員喬·拜登、康乃狄克州參議員克里斯多夫·杜德、前阿拉斯加州參議員邁克·格拉韋爾、爱荷华州州長湯姆·威爾薩克以及非裔美國人出身的伊利诺州參議員贝拉克·奥巴马。其他可能的人選包括了之前的幾位總統候選人约翰·克里、艾爾·高爾以及阿肯色州退役將軍韋斯利·克拉克。最終經過初選，贝拉克·奧巴馬以微弱差距擊敗希拉里·克林顿獲得民主黨的總統提名，並選擇喬·拜登作為副手人選。2008年11月5日，奧巴馬在總統選舉勝出，當選美國第44任總統。其後奧巴馬提名希拉里出任國務卿。歐巴馬在2009年上任後推動醫療改革法案，規定所有美國公民都必須購買醫療保險，否則將需要繳納罰款，2010年3月獲民主黨控制的國會通過，而該法案一直受到共和黨的全面反對及抵制。2010年美国中期选举后，民主党丢失众议院控制权，但仍保留参议院控制权。
2012年美国总统选举，奧巴馬順利連任，其後提名參議員及2004年民主黨總統候選人约翰·克里接替希拉里出任國務卿。2014年美国中期选举后，民主党丢失参议院控制权。
2016年美国总统选举，希拉里·克林顿成為民主黨首位女性總統候選人，最終希拉里在普選票比共和黨的唐納·川普多二百多萬票，但掌握的選舉人票較少而落敗。2018年美国中期选举后，民主党夺回众议院控制权。
2020年美國總統選舉，前副總統乔·拜登成為民主黨總統候選人，並選擇參議員賀錦麗作為副手人選，最終拜登勝過共和黨總統川普，當選美國第46任總統，同時以些微之差掌握參議院而恢復國會兩院的控制權。2021年1月20日，拜登正式宣誓就职美国总统，而拜登於78歲就任總統，亦是美國歷史上初次就任時年齡最長的總統。2022年美国中期选举后，民主党丢失众议院控制权，但仍保留参议院控制权。
2024年美國總統選舉，時任副總統賀錦麗取代拜登成為民主黨總統候選人，但其後民主黨在總統和國會兩院的選舉均失利。

## 經濟議題

### 最低工資
民主黨支持提高最低工資水平、並增加商業的管制尤其是華爾街大企業，以協助工薪階級。最低工資是民主黨的最重要議程之一，亦是该党内部爭議较少的社會議題之一。許多在地方州發起的增加最低工資的倡議也被民主黨支持，所有六個州的倡議都通過了。

### 再生能源和石油
民主黨反對政府對石油產業的減稅，主張發展一個國內的再生能源政策。許多民主黨州長也注重這個議題，例如蒙大拿州州長便支持風力能源的農場和「無污染煤燃料」的計畫。

### 醫保制度
民主黨主張一個「可负担且高品質的保健制度」，許多民主黨人要求對此領域進行更多政府干預。許多民主黨人支持全國性的健保制度，以此解決現代醫療保健的高成本風險。1951年，總統哈利·S·杜鲁门曾提議一套全國的健保制度，不過最後不了了之。近年来，一些民主黨人如參議員泰德·甘迺迪便呼籲要建立一個「照顧所有人的醫療保險。」歐巴馬在2009年上任後推動醫療改革法案，2010年3月獲民主黨的美國國會通過。法案要求所有美國公民都必須購買醫療保險，否則將需要繳納一筆罰款。法案一直受到共和黨的全面反對及抵制。2011年1月19日，共和黨控制的眾議院以245票支持、189票反對的投票結果，將奧巴馬醫改法案內的部分條文廢除，但被奧巴馬否決。

### 環保
民主黨支持環境保護主義，並主張自然資源的保留以及嚴格的環保法律以對抗污染。民主黨支持保留瀕危的生物和環境區，提倡對土地的管理和污染源的管制。民主黨支持針對全球暖化而加強對温室气体的嚴格管制，並提倡使用可再生能源，過去民主黨的環境保護主義出現分歧，主要在於不少能源產業的工人如煤礦等均是民主黨的支持者。

### 學校教育
大多數民主黨人長期以來都支持一個政府維持的公立學校教育體制，並且應該開放給所有適齡學生，或至少要增加國家對學生如獎學金或學費减免的补助。

## 社會議題

### 保障名額
民主黨主張所有美國人民應該機會均等，無論他們的性別、年齡、種族、性取向、性別認同、宗教、身心障礙、或原國籍（非美國本土出身的美國人、包括移民）。因此大多數民主黨人支持實行《平权法案》政策給予少數和弱勢族群保障名額，以此改善在僱傭上的平等。民主黨也支持設立法案禁止雇主以身體或精神殘障為由拒絕雇用某些人。

### LGBT權益
大多民主黨人支持LGBT權益，現時超過70%的民主黨人認同法律的同性婚姻，但亦有一些人則由於宗教理由或道德立場而反對同性婚姻。不過幾乎所有民主黨人都同意，基於性取向的歧視是錯誤的。2012年5月9日，奧巴馬成為首位公開支持同性婚姻合法化的在任美國總統（克林頓卸任後在2009年表達支持）。其後民主黨全國委員會把支持同性婚姻列入民主黨的綱領。

### 生殖權利
民主黨相信所有婦女都應該有取得生育控制資源的管道，並支持政府替貧窮婦女籌備避孕工具。民主黨在2000年和2004年的政見上，主張應該讓堕胎變的「安全、合法、而少見」，反對政府干涉女性選擇墮胎權，並維持墮胎全國合法化，作為女性的人權，藉由對計劃生育和廣泛性教育，以減少墮胎的數量，並鼓勵收養小孩。
民主黨支持1973年美國最高法院認同了墮胎權利的羅訴韋德案的決議。基於隐私权、女性主義、身體自主權等原因，許多民主黨人認為婦女都應該有生育權，而無需政府的干涉。他們主張每個婦女，都有權利依據自己良心判斷墮胎是否道德。許多民主黨人認為政府應該替貧窮婦女籌備墮胎資金和管道，並主張婦女在生命受到威脅、受強姦後懷孕的情況外，亦可有自由選擇墮胎的權利。
不過民主黨內也有反墮胎的聲音（Pro-life），一些團體如Democrats for Life，認為婦女只有在生命受到威脅、受強姦後懷孕的情況才可墮胎。一些人認為應該減少墮胎的發生機會、並且至少應使墮胎變得合法。參議員希拉里·克林顿在2005年初便曾說她認為反墮胎人士應該尋找一個爭議的「共通點」來避免不必要的懷孕和墮胎產生。過去反墮胎的保守派民主黨人在黨內有一定的影響力，特別是在南方州分。正是由保守派民主黨人於1976年，在國會通過法案，禁止聯邦政府向婦女支付墮胎費用。

### 幹細胞研究
民主黨人都支持幹細胞研究。约翰·克里還支持在「最嚴厲的倫理尺度下」由聯邦政府籌資主導幹細胞研究，他解釋道「我們不會放過任何可以拯救生命並減少人類受苦的機會。」

### 外交議題
阿富汗戰爭
在2001年，參議院和眾議院的民主黨人幾乎毫無異議的投票授權對阿富汗的反恐行动以對抗那些「應替美国最近遭受的恐怖攻擊負責的人」，支持由北约主導這場行动。
伊拉克戰爭
在2002年，民主黨參議員在是否授權入侵伊拉克的議題上產生分歧，大多數眾議院的民主黨議員選擇投下反對票。从那以后，許多民主黨人表示他們後悔支持了授權入侵，如參議員约翰·爱德华兹便稱這場入侵是一個錯誤。除了民意代表外，民主黨內也有許多對伊拉克戰爭突出的批評者。
單邊政策
民主黨通常反對單邊主義的政策，認為即使美國遭受國防安全上的威脅時，也不該應該在沒有其他國家支持的情況下發動戰爭。他們認為美國應該在外交舞台上擁有穩固聯盟和廣泛的國際支持時才採取行動，這在约翰·克里2004年總統選戰的外交政策上成為主要議題，他並譴責單邊政策是造成美國於伊拉克失敗的原因。
整體來說，現代的民主黨通常較傾向国际关系理論裡的自由主義和新自由主義，而非現實主義，雖然現實主義理論也對民主黨有部分影響力。

### 法律議題
逼供
民主黨反對美軍以刑讯逼供方式審訊逮捕的囚犯，並且反對將軍事囚犯歸類為「非法戰鬥人員」（Unlawful combatant），認為他們也該享有日内瓦公约賦予的權利。民主黨認為逼供是違反人道的，並且會減少美國在國際上的道德正當性，而且也會產生其他不良影響。
美國愛國法
除了來自威斯康辛州的拉斯·费恩戈尔德外，所有民主黨的參議員都投票支持了最初的《美國愛國者法案》。而在輿論開始關心法案對於「隱私的侵犯」以及公民自由的限制後，民主黨在2006年是否延續法案的投票上產生分歧。大多數民主黨參議員依然選擇延續法案，不過大多數民主黨的眾議員則投票反對之。
隱私權
民主黨主張個人應該有隱私的權利，並且通常會支持那些限制美國執法和情報單位監視美國公民的法案。一些民主黨人則支持消費者保護法，限制商業公司能取得的消費者個人資料。
大多數民主黨人認為政府不該管制（成人之間的）經過雙方同意的、包含商業性交易在內的性行為，認為那是個人隱私的事務。
犯罪和槍械管制
民主黨支持在不違反第二修正案的情況下提出枪械管制，尤其是1968年的槍械控制法案、1993年的布萊迪法案（Brady Bill）、1994年的犯罪控制法案。不過許多民主黨人，尤其是來自農村、南部和西部的民主黨人則反對槍械的管制，並且認為民主黨在2000年總統選舉的失敗便是因為在這個議題上失去了農村地區的支持，全國步槍協會一直反對任何槍械的管制。因此在2004年的選舉中，民主黨提出的政見上唯一指名支持槍械管制的，只有要求對1994年攻擊武器禁令的延期。

## 目前的派系

### 保守派民主黨人
民主黨內也有保守派存在，大多是來自中西部和南部州。過去保守派民主黨一直是黨內的重要力量，在1990年代以前，保守派民主黨一直是制衡自由派民主黨的勢力，並與共和黨形成保守派聯盟（Conservative Coalition）。從1980年代開始，隨著共和黨逐漸控制美國中南部地區，這些保守派民主黨人由於選舉失敗，在黨內影響力減少。1994年後，在聯邦眾議院裡，他們組成了一個稱為藍狗聯盟（Blue Dog Coalition）的組織，結合經濟和社會保守主義的民主黨人；他們大多來自美國南部地區，通常比其他民主黨人更易和共和黨妥協，在部分議題上甚至比中間派的共和黨人更為保守。他們在過去曾經組成團結的投票聯盟，並曾擁有超過四十席的聯邦眾議員實力，一度有能力左右國會立法結果。他們反對醫療改革，與共和黨投反對票，也反對實行嚴格的槍械管制。一些自由派或進步派民主黨人嘲諷藍狗聯盟等民主黨保守派成員是「有名無實的民主黨人」（Democrat In Name Only, DINO），認為他們在許多議題上與共和黨無分別。部分保守派民主黨人後來也轉投共和黨。
2006年美國期中選舉被視為共和黨小布希總統第二任的期中考，此役中藍州民主黨人在國會增添了幾個新成員。
近來，反墮胎的民主黨團體和候選人有增加的趨勢。其中有一些候選人反墮胎是出自他們當地州（主要是中南部州分）的民意。民主黨最大的反墮胎團體是「Democrats for Life」。而其他受保守派民主黨人關心的議題包括：人民擁有槍枝的權利、反對以公帑資助婦女墮胎以及對企業主的低稅政策等。保守派民主黨人最後一位山頭，就是西維吉尼亞州參議員曼欽，然曼欽退選後，支持他的力量亦投奔共和黨。讓紅色的西維吉尼亞州徹底回到原本的紅色堡壘。
2010年美國中期選舉，共和黨在聯邦眾議院選舉大獲全勝，中西部和南部的保守派民主黨人紛紛中箭落馬（因為選民結構本來就傾向保守，期中選舉大環境又對在野的共和黨有利），使得「藍狗聯盟」成員銳減一半、力量大幅削弱。
最為突出的保守派民主黨國會議員包括路易斯安那州聯邦參議員瑪麗·蘭德魯（Mary Landrieu）以及自加州保守的橙縣選出、原屬共和黨籍的拉丁裔聯邦眾議員桑切茲（Loretta Sanchez）等人（其妹Linda Sanchez亦為加州洛杉磯縣選出之現任聯邦眾議員，惟Linda為左傾民主黨人）。

### 温和派民主黨人
雖然中間派民主黨人在各種議題上立場有所不同，但他們通常支持「混合式」的政治觀點。與其他派系相較，中間派通常支持使用較強硬的「軍事行動」，包括伊拉克戰爭（惟派系成員仍對此役立場高度分歧）。此外，中間派也更願意削減福利支出、支持改革社會保障（Social Security）體系，以及較親商的減稅政策（財政保守主義）。中間派主張他們的立場與大多數美國民眾相符合。由於他們比自由派更樂意支持共和黨的一些政策，並接受大型企業的資金援助，進步派民主黨人（左派）將這些中間派「新民主黨人」譏笑為「共和黨的清淡版」（Republican Lite），認為他們與共和黨並無太大區別。
民主黨最具影響力的派系之一就是民主黨領袖委員會（Democratic Leadership Council, DLC），這個組織支持民主黨的中間派立場。組織成員通常也將自身稱為「新民主黨人」。由於1984年前副總統沃爾特·蒙代爾在對抗共和黨雷根的總統大選中慘敗，一些民主黨人成立了「民主黨領袖委員會」以改革民主黨的政策，希望藉此奪回白宮。DLC大力支持總統比爾·柯林頓，認為他反映出了第三種道路（中間路線）的可行性和成功。許多進步派民主黨人認為DLC應該替民主黨在1994年和2002年國會選舉中的失敗負起責任。DLC對於民主黨全國委員會並沒有正式的控制。前民主黨全國委員會主席霍華德·迪安是1992年來第一個與DLC沒有正式關聯的黨主席。然而許多評論家認為DLC仍然是一個有極大影響力的派系，因為他們確保了民主黨候選人和其政見不會影響「商界」利益。
與DLC有密切關聯的民主黨政治人物包括了前總統比爾·柯林頓、前任國務卿希拉蕊·柯林頓、前副總統艾爾·高爾、前維吉尼亞州州長馬克·沃納等。而前科羅拉多州聯邦參議員、前內政部長肯·薩拉查也稱自己為中間溫和派民主黨人。另外，夏威夷州選出的日裔聯邦眾議員花房若子（Colleen Hanabusa）亦被普遍視為立場較溫和、較能夠跨黨合作的中間派民主黨人。
值得一提的是，華裔聯邦眾議員吳振偉（俄勒岡州，已卸任）便是「新民主黨人聯盟」（New Democrat Coalition）成員之一，他於2010年期中選舉之後的黨團幹部遴選中，曾經一度與黨內保守派結合不支持屬進步自由派的前眾議院議長南茜·佩洛西繼續擔任眾議院少數黨領袖，惟後來正式選舉還是票投佩洛西。此外，前聯邦商務部長、前美國駐華大使駱家輝亦被視為溫和派，主要因為其於華盛頓州州長任內接受共和黨主張之保守財政政策，包括「不開徵新稅種」和「削減州府開支」等，同時他也被認為是民主黨內親商界代表人物。2008年民主黨總統初選時，駱氏列名「希拉蕊·柯林頓華盛頓州競選總部」共同主席。

### 自由派民主黨人
自由派民主黨人屬於黨內中間偏左的派系。雖然他們在比尔·克林顿等中間派勢力崛起後影響力逐漸萎縮，惟此前他們一度主導了民主黨長達數十年，是該黨主流派系。與其它保守派和中間溫和派相較，自由派民主黨人通常支持新政自由主義的經濟政策，並反對鷹派國防、外交政策，同時他們也以支持「開放」的社會政策著稱。自由派民主黨人也常與更左的「進步派民主黨人」重疊。例如2009年於加州補選上的華裔聯邦眾議員趙美心一般被歸類為自由派，但同時身兼「進步派國會小組」副主席。
自歐巴馬就任總統後，自由派回到民主黨的主流（柯林頓時期，溫和派力量較大），特別是以民主黨眾議院領導人南希·佩洛西為首的國會議員，全力支持包括「健保改革」、「移民改革」等自由派議案，與共和黨關係惡劣。而於2009年病故的麻州聯邦參議員泰德·甘迺迪，生前一直被認為是突出的自由派民主黨人，享有「自由派雄獅」之稱。此外，華裔紐約聯邦眾議員孟昭文及華裔加州主計長江俊輝皆屬自由派。2004年美國總統選舉民主黨候選人、前國務卿約翰·克里也是典型的自由派。

### 進步派民主黨人
許多進步派民主黨人都是源自1960年代反越戰運動下所浮現的新左派，例如當時競選總統的喬治·麥高文；其他人還包括前民主黨全國委員會主席、佛蒙特州州長迪安。進步主義的民主黨候選人在大都會地區擁有高支持度，同時也受到非裔美国人的廣泛支持。進步派民主黨人的共同主張包括了反對伊拉克战争、反對經濟和社會保守主義、反對商業公司和財團對政府的影響、支持公辦全民健保制度、發起大規模的政府公共建設等。與其他民主黨派系相較，進步派民主黨人最左傾，對於共和黨也最具敵意，並且主張激進的社會和經濟改革政策。華裔紐約市主計長劉醇逸於2013年競選民主黨紐約市長初選時，被傳媒認為是為數眾多角逐者中，最進步派的候選人之一。
国会进步核心小组（, ）是進步左派民主黨人在美國國會的組織。它是民主黨在聯邦眾議院裡最大的派系，雖然目前它還沒有參議院成員。值得一提的是，加州洛杉磯縣選出的華裔聯邦眾議員趙美心便身兼此一黨團副主席。由於受到北歐模式的強烈啟發，進步派人士通常被認為具有類似於社會民主主義的思想。CPC擁護全民健保制度、激進的公平貿易協議、最低生活收入法案、所有勞工組織工會，並發起罷工集體談判權利、撤銷美國愛國法的許多條文、在聯邦政府成立一個「和平部門」（Department of Peace）、同性婚姻合法化、嚴格的選舉籌款改革法案、徹底自伊拉克撤軍、打擊企業犯罪和企業利益、消除貧困、同工同酬、對那些富有的人增加所得稅率、對貧窮的人減少稅率；並且全面增加聯邦政府的福利制度開銷和規模，以便建立一個福利國家。
「民主美國」（Democracy for America, DFA）也是支持進步主義候選人的政治組織，它是由前民主黨主席迪安於參與總統提名競選時所創立的；目前DFA的主席是霍華德·迪安的弟弟詹姆士·迪安（James H. Dean）。DFA反對美國政治光譜上的極右翼，並且宣稱要「從底部做起」改造民主黨。「美國進步派民主黨人」（Progressive Democrats of America）則是另一個在民主黨內抱持進步主義理念的派系，它是由俄亥俄州聯邦眾議員丹尼斯·庫欽奇（Dennis Kucinich）於2004年爭取總統提名時創立的，這個組織被認為是進步主義色彩最濃厚的之一，但它對民主黨的整體影響力並不大。
目前最突出的進步派民主黨人屬佛蒙特州聯邦參議員伯尼·桑德斯（名義上為無黨籍，惟實際上加入民主黨團運作），他是美國聯邦層級政治人物中著名的左派民主社會主義者，他不願人稱他「自由派」，堅持他必須被稱作「進步派」。

### 工會
自從1930年代以來，工会成為民主黨最重要的聯盟之一。工會提供了大量的資金、基層的政治組織、以及投票支持民主黨的勞工。美國工會在私營經濟部分裡的成員數量於過去五十年內已從35%下降至8%，但它在一些工業州仍佔有一定影響力。在21世紀仍然相當重要的工會包括了政府雇員的工會，例如教師、警察、護士、和獄警，同時也包括一些服務業的勞工，例如飯店業和保全業。
這些傳統的產業工會通常更支持贸易保护主义、集體談判、以及健康保險的制度，曾經極力反對1994年生效的北美自由貿易協定。與工會有關聯的突出政治人物包括了北達科他州參議員拜倫·多根、俄亥俄州參議員謝羅德·布朗，前黨主席霍華德·迪安也與工會有所牽連。大多數這個派系的成員也都與進步主義派系緊密連結。

### 自由意志主義民主黨人
公民自由意志主義者也經常支持民主黨，因為認為民主黨在一些議題如民權和政教分離上的立場比共和黨要來的理想，也可能是因為認為民主黨在經濟議題上比自由黨更符合他們的理念。他們反對槍械管制、毒品管制、貿易保護主義、財團補貼、政府借貸，以及外交政策上的干涉主義。民主黨自由會議（Democratic Freedom Caucus）是代表這個派系的組織。

## 當前組織和架構
民主黨全國委員會負責組織協調民主黨的競選活動。雖然DNC也負責監督民主黨政見編撰的過程，但它主要還是聚焦於競選活動和組織策略，而非整體的公共政策。在總統選舉上它負責主導全國代表大會的進行過程，包括了初選階段、募款、民調測驗、並協調競選策略。在選出提名人之後，依據選舉募款法條，超過一定金額的競選募款活動就只能在政黨的架構內進行了。
全國委員會的主席（目前是黛比·沃瑟曼·舒爾茲）則是每隔四年由委員會成員選出。而當現任總統是民主黨籍時，委員會的成員通常會支持總統挑選的候選人擔任主席。霍華德·迪安在2005年初擊敗眾多對手當選為黨主席，他主張民主黨不該只聚焦於那些支持度與共和黨差距相近的「搖擺州」，而提出了所謂的「五十州戰略」。他的目標是要讓民主黨在每個州、每個層次的選戰上都獲得勝利，在全國的每個選區都有健全的黨部組織。
依據民主黨黨章的規定，其實全國代表大會才是民主黨的最高權威，而非全國委員會，全國委員會只是負責組織平常的政黨活動。全國委員會是由每個州的民主黨黨部的代表所組成，總計兩百名的代表席次則依據每個州的人口所劃分，而代表通常是由各州的初選或當地黨部所選出，一些被選出的代表也會擔任其他職位，有些也是民主黨在各地的眾議員。
民主黨國會競選委員會（Democratic Congressional Campaign Committee, DCCC）負責協助各地的眾議院選舉，它在2005-2006年的選舉中就募集了超過$7千萬的資金；當前DCCC的主席是伊利諾州眾議員拉姆·伊曼紐爾。另外也有民主黨參議院競選委員會（Democratic Senatorial Campaign Committee），同樣也在參議院選舉中替各地候選人募集大量資金，目前擔任主席的是紐約的參議員查克·舒默。
其他規模較小的募款組織包括了負責地方州議會選舉的團體—民主黨議會競選委員會 （页面存档备份，存于）。民主黨全國委員會旗下也有兩個年輕人的組織：民主黨青年部（Young Democrats of America）和學院民主黨人（College Democrats）。
每個州都擁有獨立的黨部，由選出的委員會成員組成（通常是被選出的官員以及主要選區的眾議員），並且由他們選出黨部的主席。而郡、鎮、市和選區的委員會通常是由當地層次選出的人員組成，州和地方的委員會通常依據他們的管轄權協調競選活動，監督地方的代表大會或是初選和幹部會議，有時也會依據當地州的法律規定提名候選人。雖然它們通常很少取得募款資金，在2005年時黨主席迪安開始了一個新計畫，以全國委員會的資金協助這些地方州的黨部，並且雇用全職的黨部員工。迪安對於參議院和眾議院競選委員會不斷要求集中資金投注於選情逼近的州感到相當不滿，因此決定將所有資金平均的分配給各州，而無論它們的選情好壞。

## 標誌和名稱

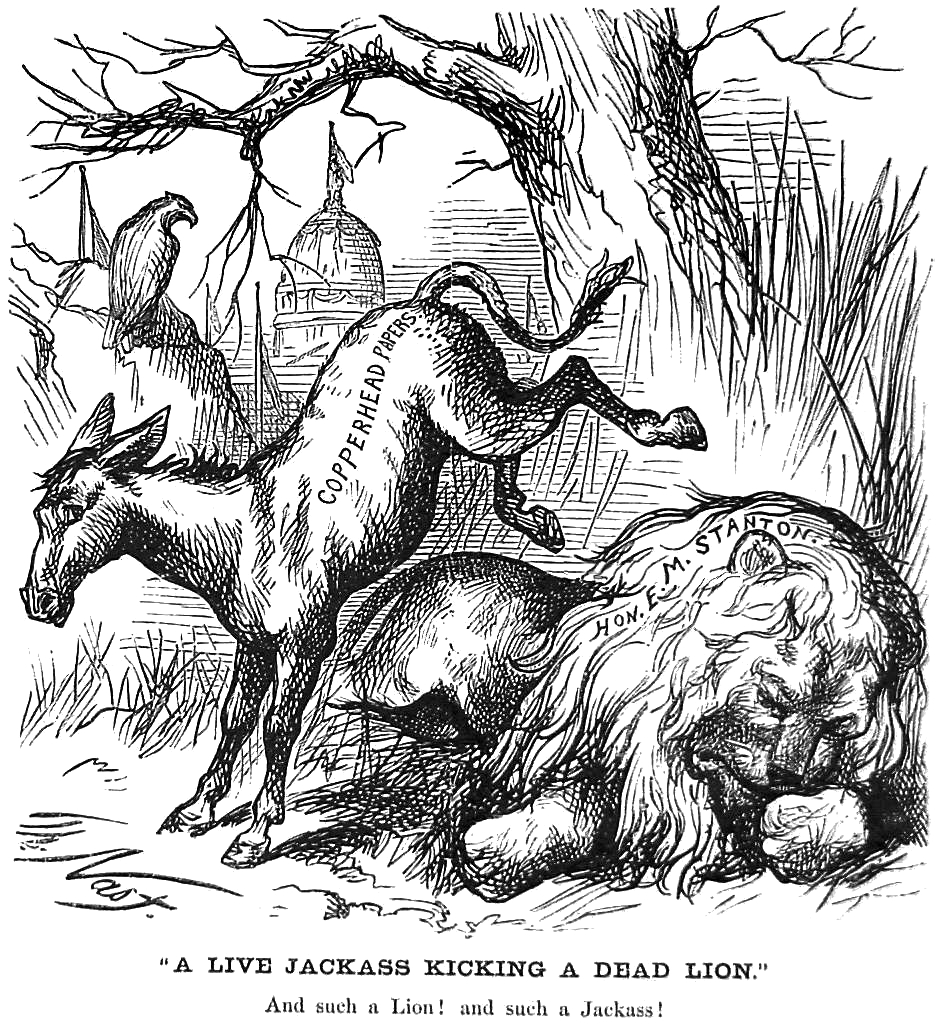
托马斯·纳斯特所繪的“一只活驴踢一只死狮”

在1790年代，聯邦黨故意使用「民主黨」和「民主黨人」這一詞來羞辱傑佛遜黨人。到了1830年代，這一詞已經從貶抑詞逐漸轉變為該黨的名稱，以至正式自稱為「民主黨」。至19世纪末，民主黨人（Democrats）也成為了該黨的簡稱。
驢子是民主黨最普遍的標誌，雖然民主黨並未全面地正式採用它，並在部分地區使用公雞和五角星作為選舉標誌。關於驢子這一標誌的由來並不明確，對此還有好幾種解釋的理論。

民主黨標誌（至2010年10月）

第一種理論說驢子這一標誌來自競爭激烈、雙方互揭瘡疤的1828年總統選舉，安德鲁·杰克逊的對手佈置了一齣戲劇，將傑克遜描繪為公驢（jackass）以挖苦他，並將他稱為「安德魯·公驢」，然而傑克遜欣然接受了這一暱稱；第二種理論則稱在1870年1月15日，一幅由托马斯·纳斯特畫的政治漫畫出现在《哈泼斯》週刊上，標题为“一只活驴踢一只死狮”（A Live Jackass Kicking a Dead Lion），把民主党标志为“驴”。從此驢便成為民主黨的標誌，而象則成為共和黨的標誌。
《幸福的日子又來了》是民主黨的非正式黨歌，這首歌是在富蘭克林·羅斯福於1932年於民主黨代表大會上被提名總統候選人時播放的歌曲，直到今天依然是民主黨非正式的代表歌曲。
民主黨也常將黨舉行的各式募款慶祝活動日取名為傑佛遜-傑克遜日，以此紀念民主黨最引以為傲的兩名早期總統—托马斯·杰斐逊和安德鲁·杰克逊。
雖然美國的兩大黨（以及其他小政黨）都習慣以美國國旗傳統的紅、白、藍三色作為作為它們的宣傳和代表顏色，但在2000年總統選舉後，藍色已經成為民主黨的代表顏色，而紅色則成為共和黨的代表色，2000年的選舉日也是歷史上第一次所有主要的電視新聞頻道都在選舉結果圖示上以藍紅兩色區分民主黨和共和黨的得票，自從那時以來藍紅的區分也被主流媒體廣泛採用了。藍色也被民主黨及其支持者所採用，在2006年期中選舉裡也將選舉計畫命名為「紅變藍計畫」。
在美國，「Democrat」也成為民主黨和其候選人的簡稱。自從1920年代以來，一些共和黨人故意強調「Democratic Party」這個完整稱呼，藉此諷刺民主黨在實際上「不民主」，使許多民主黨人傾向於避免這個全稱。
在美國時間2010年10月29日，民主黨宣佈改用以藍色D字為主的黨徽，一改百年來公驢的形象。

## 選舉
| 選舉   | 議席      | +/–  | 總統                |
| ------ | --------- | ---- | ------------------- |
| 1950年 | 235 / 435 | ▼ 28 | 哈里·S·杜魯門       |
| 1952年 | 213 / 435 | ▼ 22 | 德懷特·D·艾森豪威爾 |
| 1954年 | 232 / 435 | ▲ 19 | 德懷特·D·艾森豪威爾 |
| 1956年 | 234 / 435 | ▲ 2  | 德懷特·D·艾森豪威爾 |
| 1958年 | 283 / 435 | ▲ 49 | 德懷特·D·艾森豪威爾 |
| 1960年 | 262 / 435 | ▼ 21 | 約翰·F·甘迺迪       |
| 1962年 | 258 / 435 | ▼ 4  | 約翰·F·甘迺迪       |
| 1964年 | 295 / 435 | ▲ 37 | 林登·B·詹森         |
| 1966年 | 248 / 435 | ▼ 47 | 林登·B·詹森         |
| 1968年 | 243 / 435 | ▼ 5  | 李察·尼克遜         |
| 1970年 | 255 / 435 | ▲ 12 | 李察·尼克遜         |
| 1972年 | 242 / 435 | ▼ 13 | 李察·尼克遜         |
| 1974年 | 291 / 435 | ▲ 49 | 傑拉爾德·福特       |
| 1976年 | 292 / 435 | ▲ 1  | 吉米·卡特           |
| 1978年 | 277 / 435 | ▼ 15 | 吉米·卡特           |
| 1980年 | 243 / 435 | ▼ 34 | 朗奴·列根           |
| 1982年 | 269 / 435 | ▲ 26 | 朗奴·列根           |
| 1984年 | 253 / 435 | ▼ 16 | 朗奴·列根           |
| 1986年 | 258 / 435 | ▲ 5  | 朗奴·列根           |
| 1988年 | 260 / 435 | ▲ 2  | 喬治·H·W·布殊       |
| 1990年 | 267 / 435 | ▲ 7  | 喬治·H·W·布殊       |
| 1992年 | 258 / 435 | ▼ 9  | 比爾·克林頓         |
| 1994年 | 204 / 435 | ▼ 54 | 比爾·克林頓         |
| 1996年 | 206 / 435 | ▲ 2  | 比爾·克林頓         |
| 1998年 | 211 / 435 | ▲ 5  | 比爾·克林頓         |
| 2000年 | 212 / 435 | ▲ 1  | 喬治·W·布殊         |
| 2002年 | 204 / 435 | ▼ 7  | 喬治·W·布殊         |
| 2004年 | 202 / 435 | ▼ 2  | 喬治·W·布殊         |
| 2006年 | 233 / 435 | ▲ 31 | 喬治·W·布殊         |
| 2008年 | 257 / 435 | ▲ 21 | 巴拉克·奧巴馬       |
| 2010年 | 193 / 435 | ▼ 63 | 巴拉克·奧巴馬       |
| 2012年 | 201 / 435 | ▲ 8  | 巴拉克·奧巴馬       |
| 2014年 | 188 / 435 | ▼ 13 | 巴拉克·奧巴馬       |
| 2016年 | 194 / 435 | ▲ 5  | 唐纳德·特朗普       |
| 2018年 | 235 / 435 | ▲ 41 | 唐纳德·特朗普       |
| 2020年 | 222 / 435 | ▼ 13 | 乔·拜登             |
| 2022年 | 213 / 435 | ▼ 9  | 乔·拜登             |
| 2024年 | 215 / 435 | ▲ 2  | 唐纳德·特朗普       |

| 選舉   | 議席     | +/–  | 總統                |
| ------ | -------- | ---- | ------------------- |
| 1950年 | 49 / 96  | ▼ 5  | 哈里·S·杜魯門       |
| 1952年 | 47 / 96  | ▼ 2  | 德懷特·D·艾森豪威爾 |
| 1954年 | 49 / 96  | ▲ 2  | 德懷特·D·艾森豪威爾 |
| 1956年 | 49 / 96  | ━ 0  | 德懷特·D·艾森豪威爾 |
| 1958年 | 64 / 98  | ▲ 15 | 德懷特·D·艾森豪威爾 |
| 1960年 | 64 / 100 | ▼ 1  | 約翰·F·甘迺迪       |
| 1962年 | 66 / 100 | ▲ 3  | 約翰·F·甘迺迪       |
| 1964年 | 68 / 100 | ▲ 2  | 林登·B·詹森         |
| 1966年 | 64 / 100 | ▼ 3  | 林登·B·詹森         |
| 1968年 | 57 / 100 | ▼ 5  | 李察·尼克遜         |
| 1970年 | 54 / 100 | ▼ 3  | 李察·尼克遜         |
| 1972年 | 56 / 100 | ▲ 2  | 李察·尼克遜         |
| 1974年 | 60 / 100 | ▲ 4  | 傑拉爾德·福特       |
| 1976年 | 61 / 100 | ━ 0  | 吉米·卡特           |
| 1978年 | 58 / 100 | ▼ 3  | 吉米·卡特           |
| 1980年 | 46 / 100 | ▼ 12 | 朗奴·列根           |
| 1982年 | 46 / 100 | ▲ 1  | 朗奴·列根           |
| 1984年 | 47 / 100 | ▲ 2  | 朗奴·列根           |
| 1986年 | 55 / 100 | ▲ 8  | 朗奴·列根           |
| 1988年 | 55 / 100 | ▲ 1  | 喬治·H·W·布殊       |
| 1990年 | 56 / 100 | ▲ 1  | 喬治·H·W·布殊       |
| 1992年 | 57 / 100 | ━ 0  | 比爾·克林頓         |
| 1994年 | 48 / 100 | ▼ 8  | 比爾·克林頓         |
| 1996年 | 45 / 100 | ▼ 2  | 比爾·克林頓         |
| 1998年 | 45 / 100 | ━ 0  | 比爾·克林頓         |
| 2000年 | 50 / 100 | ▲ 4  | 喬治·W·布殊         |
| 2002年 | 49 / 100 | ▼ 2  | 喬治·W·布殊         |
| 2004年 | 45 / 100 | ▼ 4  | 喬治·W·布殊         |
| 2006年 | 51 / 100 | ▲ 6  | 喬治·W·布殊         |
| 2008年 | 59 / 100 | ▲ 8  | 巴拉克·奧巴馬       |
| 2010年 | 53 / 100 | ▼ 6  | 巴拉克·奧巴馬       |
| 2012年 | 55 / 100 | ▲ 2  | 巴拉克·奧巴馬       |
| 2014年 | 46 / 100 | ▼ 9  | 巴拉克·奧巴馬       |
| 2016年 | 48 / 100 | ▲ 2  | 唐纳德·特朗普       |
| 2018年 | 45 / 100 | ▼ 3  | 唐纳德·特朗普       |
| 2020年 | 48 / 100 | ▲ 3  | 乔·拜登             |
| 2022年 | 49 / 100 | ▲ 1  | 乔·拜登             |
| 2024年 | 45 / 100 | ▼ 4  | 唐纳德·特朗普       |